# Turmhügel Aiterbach
Der Turmhügel Aiterbach ist eine abgegangene mittelalterliche Turmhügelburg (Motte) etwa  400 Meter südöstlich der Filialkirche St. Brictius von Aiterbach, einem Ortsteil der Gemeinde Allershausen im Landkreis Freising in Bayern. Die Anlage wird als Bodendenkmal unter der Aktennummer D-1-7535-0012 im Bayernatlas als „Burgstall des hohen oder späten Mittelalters ("Aiterbach")“ geführt.

## Geschichte
Während des 15. Jahrhunderts war die Burg Sitz der Massenhauser. Joseph Adolph Freiherr von Hörwath, der Besitzer der Hofmark Aiterbach, ließ die Burg abbrechen und errichtete 1788 Dorf das Schloss Aiterbach.

## Beschreibung
Von der ehemaligen Mottenanlage ist noch der Turmhügel erhalten und der Burgwall erkennbar. 